# Josif Hessen

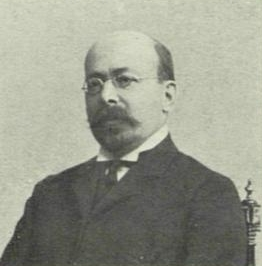
Josif Vladimirovitj Hessen, 14 april 1866, — 22 mars 1943.

Josif Vladimirovitj Hessen, (kyrilliska: Иосиф Владимирович Гессен) född 1866 i Odessa, Kejsardömet Ryssland (i dagens Ukraina) var en rysk-judisk jurist, politiker och journalist.
Hessen var av judisk börd, var i oktober 1905 en av grundarna av kadettpartiet och medlem av partiet centralkommitté samt 1906-18 medredaktör i partiets inflytelserika och spridda huvudtidning, Retj. Han var medlem av 2:a riksduman 1907, och från 1918 medarbetare i skandinaviska, tyska och amerikanska tidningar. Efter en tid I Finland, flyttade Hessen 1920 till Berlin, Tyskland, där han tillsammans med andra grundade och 1920-31 redigerade emigranttidningen Rulj, som företrädde höger-kadettpartiets åsikter och, starkt fientlig mot bolsjevismen, understödde de ryska emigranternas liberalt-aktivistiska strävanden.
År 1936 flyttade Hessen till Paris, Frankrike. Efter den tyska ockupationen av Frankrike år 1941, flyttade han till USA där han bosatte sig i New York, där han dog 22 mars 1943.
Hessen har skrivit två böcker: I två århundraden (В двух веках) och år i exil (Годы изгнания).